# Железнодорожный разъезд № 15
Железнодорожный разъезд № 15 — населенный пункт в Тарумовском районе Дагестана. Входит в состав сельского поселения сельсовет «Таловский».

## Географическое положение
Расположено в 20 км к северо-востоку от районного центра села Тарумовка.

## Население
| 1970 | 1989 | 2002 | 2010 | 2021 |
| ---- | ---- | ---- | ---- | ---- |
| 47   | ↘31  | ↗40  | ↘33  | ↗35  |

Национальный состав
По результатам Всероссийской переписи населения 2010 года:
| № | Национальность | Численность, чел. | Доля   |
| - | -------------- | ----------------- | ------ |
| 1 | русские        | 18                | 54,5 % |
| 2 | аварцы         | 11                | 33,4 % |
| 3 | другие         | 4                 | 12,1 % |